# Fontinália
O festival da Fontinália era um festival da Roma antiga celebrado em 13 de outubro em honra do deus Fonte, divindade associada às fontes e nascentes. A única evidência que temos sobre o funcionamento do festival vem do antiquário Varrão, que afirma que:

A Fontinália tem esse nome por causa de Fonte, porque é seu feriado. Por ele jogam-se coroas de flores nas fontes e coroam-se puteais [tipo de fonte romana]..

Segundo W. Warde Fowler, as coroas de fores eram depositadas nas fontes para garantir o fornecimento abundante de água .